# Jacques Delarue (Bischof)
Jacques Marie Delarue (* 30. August 1914 in Paris; † 23. August 1982 in Nanterre) war ein französischer Geistlicher und der erste römisch-katholische Bischof von Nanterre.

## Leben
Im 8. Arrondissement von Paris geboren, empfing Delarue am 22. Oktober 1939 die Priesterweihe.
Mit der Gründung des Bistums Nanterre am 9. Oktober 1966 durch Papst Paul VI. wurde Delarue zu dessen erstem Bischof ernannt. Die Bischofsweihe spendete ihm am 20. November desselben Jahres der Koadjutorerzbischof von Paris, Pierre Veuillot; Mitkonsekratoren waren Emile-Arsène Blanchet, emeritierter Bischof von Saint-Dié sowie Alexandre-Charles Renard, Bischof von Versailles.
Delarue starb noch im Amt am 23. August 1982 im Alter von 67 Jahren.